# Sligo
Sligo (iriska: Sligeach) är en grevskapshuvudort i republiken Irland.   Den ligger i grevskapet Sligo och provinsen Connacht, i den norra delen av landet, 180 km nordväst om huvudstaden Dublin. Sligo ligger 13 meter över havet och antalet invånare är 19 199. Sligo är den näst största orten i provinsen Connacht (efter Galway).
Grevskapet är även känt för poeten William Butler Yeats grav i Drumcliffe. Många av W.B. Yeats dikter handlar även om personer och platser i Sligo. 
Tre medlemmar i pojkgruppen Westlife, Kian Egan, Shane Filan och Mark Feehily, kommer från Sligo.
Kringliggande samhällen:
- Callry
- Manorhamilton
- Rosses Point
- Strandhill
- Tubbercurry